# Romuna
Romuna è il primo album realizzato dagli Zen Café, pubblicato nel marzo del 1997 dall'etichetta discografica Fazer Records per Warner Music Finland Oy.
Prima dell'uscita dell'album sono stati pubblicati ben tre singoli: Sella, Herra heroiini e Tyttö on romuna, nel dicembre del 1996, mentre Miehet ja naiset è uscito in contemporanea con l'album.

## Tracce
1. Lauantai – 2:36
2. Miehet ja naiset – 3:03
3. Herra heroiini – 2:33
4. Sella – 2:18
5. Kiskot – 2:40
6. Satavuotias – 3:20
7. Kolmen viikon taivas – 3:01
8. Antaa vituttaa – 3:23
9. Kissa kuumalla katolla – 3:26
10. Herkkä jätkä – 3:48
11. Mustaa – 3:05
12. Tyttö on romuna – 2:52